# Celniční
Celniční je ulice v lokalitě Za Horou v katastrálním území Hloubětín na Praze 9, která spojuje křižovatku ulic Pokorného, Za Mosty a Čelákovická s ulicí Jahodnickou. Ústí do ní ulice Jednostranná a Aloisovská. Od severního konce se vine jihovýchodním směrem do svahu.

## Historie a názvy
Vznikla v roce 1920 v souvislosti s výstavbou nouzové kolonie Za Horou, avšak pojmenována byla až v roce 1952. Název pochází z polohy ulice, která směřuje k bývalé celnici (budova na dnešní adrese Českobrodská 248/50) ležící na hranici Prahy mezi Hloubětínem a Kyjemi. Potravní daň na čáře neboli akcíz (daň z potravin přivezených do velkých měst), jakýsi předchůdce spotřební daně, byla na území českých zemí uplatňována do roku 1942. Kyje se staly součástí hlavního města Prahy až v roce 1968.

## Zástavba a charakter ulice
Zástavbu tvoří přízemní, jedno- a dvoupatrové rodinné domy se zahradami, jen na východní straně v úseku mezi Jednostrannou a Jahodnickou je pouze zeleň, která se rozprostírá k mostu ulice Průmyslová. Ulice je v celém profilu jednosměrná.